# Elfriede Mejchar

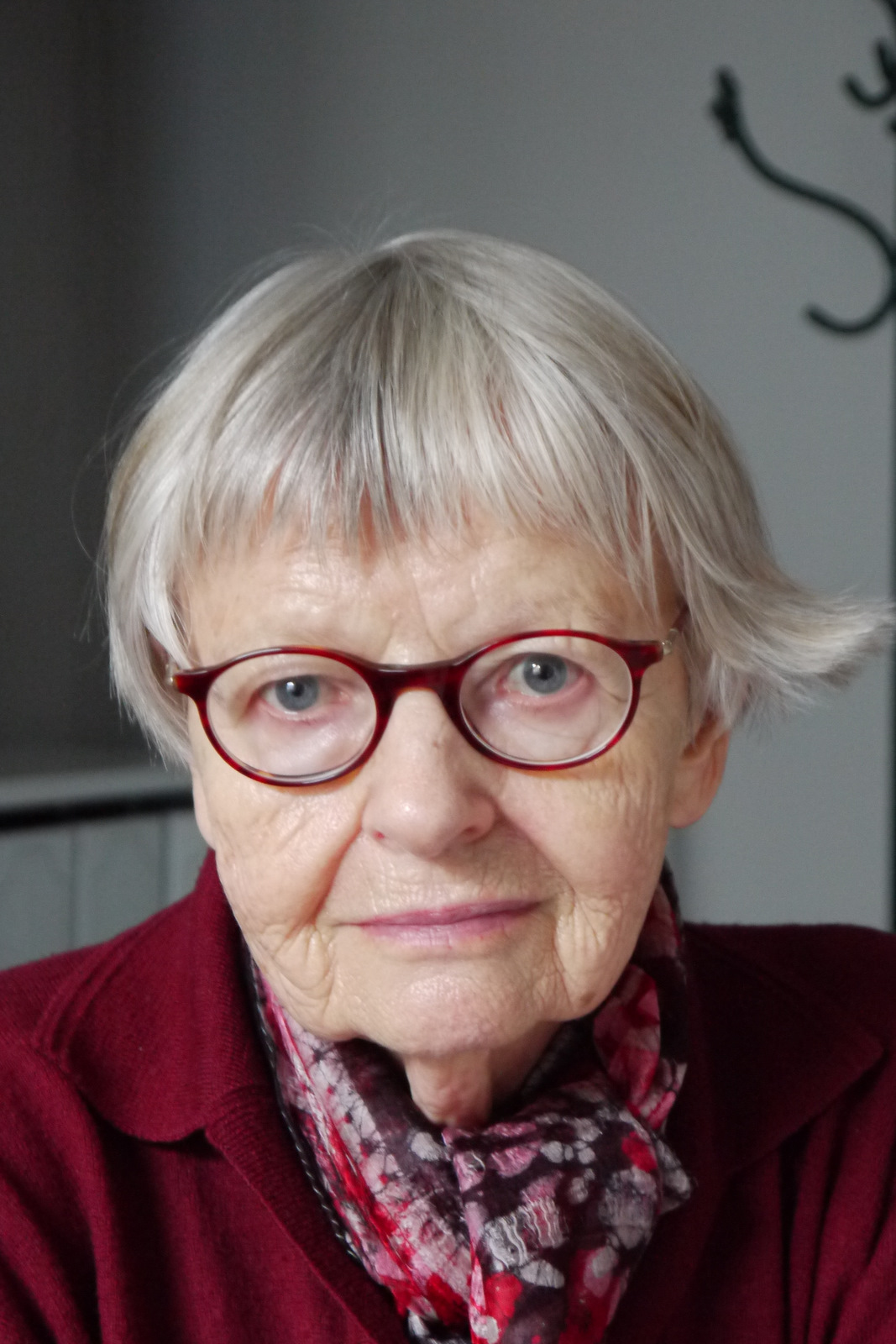
Elfriede Mejchar (2011)

Elfriede Mejchar (* 10. Mai 1924 in Wien als Elfriede Paula Jähnl; † 11. Oktober 2020) war eine österreichische Fotografin.

## Leben
Elfriede Mejchar wuchs in Niederösterreich auf. Ab 1939 besuchte sie die Schule in Deutschland, wo sie 1941 bis 1944 eine Lehre zur Fotografin machte. Mit Kriegsende 1945 lebte Mejchar wieder in Niederösterreich, später bis zu ihrem Tod in Wien, im 10. Bezirk. Im Jahre 1961 legte Mejchar die Meisterprüfung an der Graphischen Lehr- und Versuchsanstalt in Wien ab. Von 1947 bis 1984 war Mejchar Fotografin im Bundesdenkmalamt in Wien und danach freiberuflich tätig.
Erst spät wurde sie für ihre fotografische Arbeit ausgezeichnet, 2002 mit dem Würdigungspreis für künstlerische Fotografie des Bundeskanzleramtes, 2004 mit dem Würdigungspreis für künstlerische Fotografie des Landes Niederösterreich und mit dem Preis der Stadt Wien für Bildende Kunst.
Elfriede Mejchar verstarb 2020. Sie wurde am Wiener Zentralfriedhof bestattet.
Drei Gedenkausstellungen sind anlässlich des 100. Geburtstages von Elfriede Mejchar im Landesgalerie Niederösterreich in Krems, im Wien Museum MUSA und im Museum der Moderne Salzburg zu sehen.

## Elfriede-Mejchar-Preis
Zu Ehren der Künstlerin wurde der Elfriede-Mejchar-Preis für Fotografie 2024 erstmals vergeben. Die Auszeichnung wird von der Erbengemeinschaft (Susanne Gamauf, Charlotte Gohs, Fritz Simak, Katalin und Robert Zahornicky) biennal ausgeschrieben und ist mit 7.000 Euro dotiert. Erste Preisträgerin ist die Künstlerin Lisa Rastl.

## Auszeichnungen
- 1998: Karl-Weiser-Preis für Fotografie
- 2002: Würdigungspreis für künstlerische Fotografie des Bundeskanzleramts
- 2004: Würdigungspreis für künstlerische Fotografie des Landes Niederösterreich
- 2004: Preis der Stadt Wien für Bildende Kunst
- 2016: Goldenes Verdienstzeichen des Landes Wien

## Ausstellungen (Auswahl)
- 1976: Photos 1967–76. Simmeringer Heide und Erdberger Mais, Museum des 20. Jahrhunderts, Wien
- 1979: Vogelscheuchen 7 Hütten, Künstlerhaus Bregenz
- 1992: Photographien, Niederösterreichisches Landesmuseum
- 1995: Portrait I: Elfriede Mejchar. Fotokünstler/innen und Kunstvermittler/innen 1988 bis 1994, Photogalerie Wien
- 1995: Die Gärten der Phantasie, Retzhof, Leibnitz
- 2008: Fotografien von den Rändern Wiens, Wien Museum
- 2009: Elfriede Mejchar, Personale, Fluss – NÖ Initiative für Foto- und Medienkunst, Wolkersdorf
- 2010: In Bildern leben. Werke aus sechs Jahrzehnten. Personale, Niederösterreichisches Landesmuseum, Kuratorin Alexandra Schantl
- 2010: Versunkene Welten – Elfriede Mejchars Blick auf Simmering, Bezirksmuseum Simmering[10]
- 2014: Elfriede Mejchar. Zum 90. Geburtstag, Landesmuseum Niederösterreich, St. Pölten
- 2017: Österreich. Fotografie 1970–2000, Albertina, (Ausstellungsbeteiligung) und Elfriede Mejchar. Ich habe meine Arbeit immer sehr gern gehabt, Galerie Straihammer und Seidenschwann, Wien[11]
- 2024: Im Alleingang. Die Fotografin Elfriede Mejchar, Wien Museum musa, Wien. Kuratoren: Frauke Kreutler, Anton Holzer
- 2024: Grenzgängerin der Fotografie. Personale, Landesgalerie Niederösterreich, Krems. Kuratoren: Alexandra Schantl, Edgar Lissel[12]
- 2024: Poesie des Alltäglichen. Fotografien von Elfriede Mejchar, Museum der Moderne, Salzburg. Kuratorin: Katharina Ehrl

## Publikationen
- mit Benno Wintersteller: Stift Kremsmünster. Kirchenführer, Stift Kremsmünster, Kremsmünster 1982, 2. Auflage.
- mit Robert Hammerstiel: Elfriede Mejchar. Photographien. Ausstellungskatalog, Ausstellung des Niederösterreichischen Landesmuseums in Wien 1992, ISBN 3-85460-073-9.
- Elfriede Mejchar. Photographien. Brandstätter Verlag, Wien 1999, ISBN 3-85498-018-3.
- mit Susanne Gamauf: 5. Elfriede Mejchar. Arbeiten 1950–1999. Fotogalerie Wien, Wien 2000, ISBN 3-85486-059-5.
- mit André Heller: Flower – fade = Blühen – verblühen. Brandstätter Verlag, Wien 2002, ISBN 3-85498-175-9.
- Künstler bei der Arbeit. 1954–1961. Brandstätter Verlag, Wien 2004, ISBN 3-85498-379-4.
- mit Annemarie Moser: Wie weiß die Gipfel der See. Literaturedition Niederösterreich, St. Pölten 2005, ISBN 3-901117-78-4.
- mit Lisa Wögenstein: Fotografien von den Rändern Wiens. Ausstellung Wien Museum, FOTOHOF edition, Salzburg 2008, ISBN 978-3-902675-12-5.
- mit Hans Loinig: Stift Kremsmünster. Kunstverlag Hofstetter, Ried im Innkreis 2009.
- mit Ruth Horak: Elfriede Mejchar: Fotografie, Bibliothek der Provinz, Weitra, Österreich 2014, ISBN 978-3-99028-329-5.
- Road Trip. Salzburg: Fotohof edition, 2017. ISBN 978-3-902993-36-6.
- Elfriede Mejchar. Grenzgängerin der Fotografie. Hirmer Verlag, München 2024. ISBN 978-3-7774-4304-1.